# Jezioro Nowogardzkie
Jezioro Nowogardzkie – jezioro w Równinie Nowogardzkiej, położone w woj. zachodniopomorskim, w powiecie goleniowskim. Nad jeziorem położone jest miasto Nowogard.
Jezioro mieści się w centrum Nowogardu i jest otoczone parkiem oraz zabytkowymi murami obronnymi z pierwszej połowy XIV wieku, które oddzielają je od miasta. Nad jeziorem znajduje się również zespół przyrodniczo-krajobrazowy "Sarni Las".

## Dane morfometryczne
Jezioro Nowogardzkie jest niewielkim zbiornikiem wodnym o długości 2410 m, szerokości maksymalnej 600 m.
Powierzchnia zwierciadła wody według różnych źródeł wynosi od 95,0 ha do 98,3 ha.
Zwierciadło wody położone jest na wysokości 46,3 m n.p.m. lub 47,2 m n.p.m. Średnia głębokość jeziora wynosi 5,2 m, natomiast głębokość maksymalna 10,9 m.

## Jakość wód
W 2009 r. przeprowadzono badania jakości wód Jeziora Nowogardzkiego w ramach monitoringu operacyjnego. W ich wyniku oceniono stan ekologiczny na umiarkowany (III klasa), a stan chemiczny na poniżej dobrego. W ogólnej dwustopniowej ocenie stwierdzono zły stan wód Jeziora Nowogardzkiego.
W oparciu o badania przeprowadzone w 2005 roku wody jeziora zaliczono do III klasy czystości.

## Hydronimia
Według urzędowego spisu opracowanego przez Komisję Nazw Miejscowości i Obiektów Fizjograficznych (KNMiOF) nazwa tego jeziora to Jezioro Nowogardzkie.